# 三浦清一郎
三浦 清一郎（みうら せいいちろう、1941年〈昭和16年〉2月15日 - 2023年〈令和5年〉11月8日）は、日本の教育学者・教育者。専門は社会教育・生涯学習。三浦清一郎事務所所長。月刊生涯学習通信「風の便り」編集長。

## 概略
東京都出身。福岡県宗像市在住。文部省、福岡教育大学教授を経て、1991年に福原学園が設立した財団法人理事長のほか、同学園が運営する大学等の要職に就いたが、同学園理事長らの乱脈経営発覚により理事会総辞職要求が出され、1999年に辞職した。理事長や騒動の黒幕と言われたフィクサー大中圭四郎との密接関係が財界誌で報じられた。その後は教育評論や研究を行なうかたわら、学校や自治体などの顧問として実践活動を行う。

## 家族
米国留学時代の級友ダイアン（Elma Diane Hawkins、1946-2011）との間に息子、三浦清志（TRIBAY CAPITAL代表取締役）がいる。清志の元妻は三浦瑠麗（東大農学部卒、国際政治学者）。妻の両親はストックカーレースの運営者で、ダイアンの父アルヴィン（John Alvin Hawkins、1915 - 1970）はNASCAR設立者のビル・フランシス・シニア（en:Bill France Sr.）と組んで1949年にウィンストン・セーラムの市立スタジアム（en:Bowman Gray Stadium）で初のNASCARレースを行ない、父の死後も母がレース運営を続け、1972年にNASCARからは外れたが現在も一族の子孫らが同スタジアムで毎週末ストックカーレースを開催している。

## 経歴
- 1964年 北海道大学教育学部卒業
- 1968年 北カロライナ州立アパラチアン大学修士
- 1968年 西ヴァージニア大学助教授（社会学）
- 1972年 北海道大学大学院教育学研究科博士課程修了
- 1972年 国立社会教育研修所
- 1977年 文部省学術国際局国際教育文化課
- 1978年 福岡教育大学助教授（社会教育）
- 1980年 シラキューズ大学客員教授（フルブライト・プログラム交換教授）
- 1983年 - 1993年 福岡県生涯学習推進会議座長
- 1984年 福岡教育大学教授
- 1988年 北カロライナ州立大学客員教授（フルブライト交換教授）
- 1988年 - 1992年 福岡県社会教育委員の会議座長
- 1991年 福岡教育大学退職
- 1991年 福原学園が六億円を出資して設立した財団法人自由ケ丘教育振興財団理事長就任[5]。
- 1991年 福原学園常務理事就任、同学園の九州共立大学・九州女子大学・九州女子短期大学副学長就任
- 1991年 - 1992年 文部省生涯学習クリエイティブアドバイザー
- 1999年 九州共立大学・九州女子大学・九州女子短期大学副学長を退職
- 2000年 三浦清一郎事務所開設

## 著書

### 単著
- 『成人の発達と生涯学習』（ぎょうせい、1982年）
- 『比較生涯教育 特性別照応分析手法による日米比較』（全日本社会教育連合会、1988年）
- 『子育て支援の方法と少年教育の原点』（学文社、2006年）
- 『しつけの回復　教えることの復権　「教育公害」を予防する』（学文社、2008年）
- 『国際結婚の社会学―アメリカ人妻の「鏡」に映った日本』（日本地域社会研究所 2015年）

### 編著書
- 『現代教育の忘れもの―青少年の欠損体験と野外教育の方法』（学文社、1987年）
- 『生涯学習とコミュニティ戦略』（全日本社会教育連合会、1991年）
- 『生涯学習とコミュニティ戦略II』（全日本社会教育連合会、1997年）
- 『市民の参画と地域活力の創造―生涯学習立国論』（学文社、2006年）